# Бараново (Гребовский сельсовет)
Бараново — упразднённая в 1996 году. деревня в Некрасовском районе Ярославской области России. Входила в состав сельского поселения Красный Профинтерн.

## География
Деревня находилась на востоке центральной части области, в зоне хвойно-широколиственных лесов, на расстоянии примерно 18 километров (по прямой) к северо-западу от посёлка городского типа Некрасовское, административного центра района.

### Климат
Климат характеризуется как умеренно континентальный, с умеренно холодной зимой и тёплым летом. Среднегодовая температура воздуха — 3,2 °C. Средняя температура воздуха самого холодного месяца (января) — −11,7 °C (абсолютный минимум — −50 °C); самого тёплого месяца (июля) — 17,6 °C (абсолютный максимум — 35 °C). Годовое количество атмосферных осадков составляет около 554 мм, из которых большая часть выпадает в тёплый период.

### Часовой пояс
Бараново, как и вся Ярославская область, находится в часовой зоне МСК (московское время). Смещение применяемого времени относительно UTC составляет +3:00.